# Sundvollen
Sundvollen este o localitate din comuna Hole, provincia Buskerud, Norvegia, cu o suprafață de 0,6 km² și o populație de 802 locuitori (2013).